# Lokale Bündnisse für Familie
Lokale Bündnisse für Familie sind selbstorganisierte Zusammenschlüsse von Personen und Institutionen aus verschiedenen gesellschaftlichen Bereichen wie Politik, Zivilgesellschaft, Wirtschaft und Verwaltung, die sich mit bundesweit rund 300 Standorten in Deutschland dafür einsetzen, die Lebens- und Arbeitsbedingungen für Familien zu verbessern.

## Geschichte und Aktivitäten
Die Initiative „Lokale Bündnisse für Familie“ wurde 2004 vom Bundesministerium für Familie, Senioren, Frauen und Jugend (BMFSFJ) ins Leben gerufen.
Die Aktivitäten der Lokalen Bündnisse für Familie vor Ort werden unterstützt von unterschiedlichen Akteuren: Unternehmen, Arbeitsagenturen, Kommunen, Industrie- und Handelskammern, Schulen, Kinderbetreuungseinrichtungen, Vereine, Wohlfahrtsverbände, Gewerkschaften, Kirchen, Hochschulen und vielen mehr.
Gemeinsam mit diesen Partnern arbeiten die Lokalen Bündnisse für Familie nach ihren individuellen Möglichkeiten gemeinsam an dem Ziel, mit zahlreichen Projekten zur Vereinbarkeit von Familie und Beruf die Lebens- und Arbeitsbedingungen für Familien zu verbessern.
Die Bundesinitiative „Lokale Bündnisse für Familie“ lädt jedes Jahr am 15. Mai, dem Internationalen Tag der Familie, zu einem bundesweiten Aktionstag ein, an dem sich die Lokalen Bündnisse für Familie dezentral beteiligen können.

## Handlungsfelder
Zu den Aktivitäten Lokaler Bündnisse für Familien gehört die Unterstützung in folgenden Bereichen:
- Vereinbarkeit von Beruf und Familie und familienfreundliche Arbeitsbedingungen
- Kinderbetreuung
- Beratungsangebote
- Kommunale Familienzeitpolitik
- Wahrnehmung von Erziehungsverantwortung
- Familienfreundliches Lebensumfeld
- Freiwilligenarbeit und generationsübergreifende Zusammenarbeit
- Gesundheit und Pflege

## Servicebüro
Die Bundesinitiative „Lokale Bündnisse für Familie“ finanziert ein Servicebüro, das die Arbeit der Lokalen Bündnisse für Familie vor Ort begleitet und aktiv unterstützt.
Zu den kostenfreien Angeboten und Leistungen des Servicebüros zählen:
- Beratung und Unterstützung

- Fachliche Impulse für die Bündnisarbeit

- Stärkung von Kooperations-, Vernetzungs- und Sichtbarkeitsmaßnahmen

- Bereitstellung von Leitfäden und Checklisten, insbesondere zu den Themen Öffentlichkeitsarbeit, wirksame Bündnisarbeit, Zusammenarbeit mit Partnern und Vernetzung

- Bereitstellung von Erfolgsprojekten aus der Bündnislandschaft[4]

## Belege
1. ↑  BMFSFJ: Die Initiative. In: Lokale Bündnisse für Familie. BMFSFJ, 2024, abgerufen am 6. März 2024.
2. ↑  BMFSFJ: Aktionstag. In: Lokale Bündnisse für Familie. BMFSFJ, 2024, abgerufen am 6. März 2024.
3. ↑  BMFSFJ: Lokale Bündnisse für Familie. Mit Kraft. Mit Ideen. Miteinander. BMFSFJ, abgerufen am 12. Mai 2021.
4. ↑  BMFSFJ: Ihr Servicebüro. In: Lokale Bündnisse für Familie. BMFSFJ, 2024, abgerufen am 6. März 2024.